# Sean Clark
Sean P. Clark (...) è un autore di videogiochi e designer statunitense.

## Biografia
Dopo la laurea in informatica Clark comincia a lavorare alla LucasArts (all'epoca ancora Lucasfilm Games): il suo primo lavoro fu come programmatore sul sistema SCUMM per l'avventura grafica The Secret of Monkey Island. Nel 1992 lavora, sempre come programmatore, su Indiana Jones and the Fate of Atlantis; successivamente si occuperà, come capo-progetto, della conversione Amiga dello stesso gioco.
Il suo primo grande successo arriva però nel 1993: Clark, in collaborazione con Michael Stemmle, è capo-progetto, programmatore e sceneggiatore di Sam & Max Hit the Road, avventura grafica tratta dai fumetti di Sam & Max ideati da Steve Purcell. Sull'onda del successo ottenuto, Clark mette mano alla travagliata sceneggiatura di The Dig, gioco ideato e voluto da Steven Spielberg ma da anni rimasto allo stadio della fase di sviluppo: Clark cambia la storia, cura il design e scrive i dialoghi insieme allo scrittore Orson Scott Card; The Dig esce così nel 1995.
Il suo lavoro successivo vedrà la luce soltanto cinque anni dopo, nel 2000: si tratta di Fuga da Monkey Island, quarto episodio della saga di Monkey Island, realizzato ancora una volta in collaborazione con Stemmle. Il gioco divide i fan, ma subito Clark comincia a dedicarsi ad un altro progetto, un seguito di Full Throttle intitolato Full Throttle: Hell on Wheels; lo sviluppo del gioco, però, viene bloccato nel corso del 2003, e l'anno dopo Clark decide di lasciare la LucasArts, che aveva ormai abbandonato il mercato delle avventure grafiche. Attualmente, Clark lavora alla EA Los Angeles.

## Videogiochi
- Loom versione demo (1990)
- The Secret of Monkey Island (1990)
- Indiana Jones and the Fate of Atlantis (1992)
- Big Sky Trooper (1992)
- Sam & Max Hit the Road (1993)
- The Dig (1995)
- Fuga da Monkey Island (2000)
- Full Throttle II: Hell on Wheels (cancellato) (2002)